# Avaí FC (Frauenfußball)
Die Frauenfußballabteilung des Sportvereins Avaí FC besteht mit einer mehrjährigen Unterbrechung seit 2008 und war zuletzt in der Saison 2024 eines der Erstligateams in Brasilien.

## Geschichte
Die Frauenfußballabteilung des Vereins wurde erstmals 2008 eröffnet und erreichte sofort das Finale um die Staatsmeisterschaft von Santa Catarina. Nach der erstmaligen Teilnahme an der brasilianischen Meisterschaft 2014 wurde der Spielbetrieb nach sechs Jahren eingestellt.
2019 kehrte der Verein in den Frauenfußball in Form einer Kooperative mit der AE Kindermann aus Caçador zurück, die in der Saison 2020 bis in das Meisterschaftsfinale vordringen konnte, hier aber dem favorisierten SC Corinthians unterlag. Nach dem Tod von Salézio Kindermann im April 2021 und der darauffolgenden Einstellung der Vereinsaktivitäten seiner Sportgemeinschaft übernahm der Avaí FC deren Startplatz in der ersten brasilianischen Liga der Frauen zur Saison 2022 (Série A1 2022).
Als Erbe der Vereinskooperation nutzt die Frauensektion des Vereins weiter die Bezeichnung Avaí/Kindermann und das Estádio Salézio Kindermann in Caçador als Hauptspielstätte.

## Erfolge
| Staatsmeisterschaft von Santa Catarina | (3×): | 2022, 2023, 2024 |